# لي شيلي
لي شيلي (بالإنجليزية: Lee Shelley)‏ هو مبارز بالسيف أمريكي، ولد في 17 مايو 1956 في بومونت في الولايات المتحدة.

## وصلات خارجية
- لي شيلي على موقع أوليمبيديا (الإنجليزية)